# فئة الشجاع (سفينة دورية)
فئة الشجاع هي سفن دوريات تم بنائها بواسطة شركة سنغافورة للتكنولوجيا البحرية لصالح البحرية السنغافورية (RSN) في تسعينيات القرن العشرين. هناك أربع سفن مازالت في الخدمة مع البحرية كسفن أمن واستجابة بحرية مُعدلة من فئة سينتيل Sentinel (MSRVs). وتوجد طرازات من هذا النوع أيضًا في الخدمة في القوات البحرية في بروناي وعُمان والإمارات.

## تطوير
تم طلب سفن الدوريات من فئة الشجاع كبدائل لسفن الدوريات الساحلية فئة سويفت Swift class السابقة بعد نقلها إلى خفر السواحل.  تم مَنح العقد لشركة سنغافورة البحرية في 27 فبراير 1993م.

## التصميم والبناء
تُدار سفينة الدورية بالطاقة من خلال محركين ديزل بشاحن توربيني من طراز MTU 12V 595 TE 90 مُتصلين بعلب تروس ZF الألمانية. تم تجهيزها بنظام مراقبة وإدارة السفن MTU (SCMMS). في انحراف عن المحركات التقليدية التقليدية، تم تجهيز سفن الدورية بنظامين لنفث الماء تم تطويرهما بواسطة شركة Kamewa السويدية. المدفع الرئيسي للسفينة، والذي تم تركيبه على سطح المقدمة، هو مدفع OTO Melara 76 مم Super Rapide. كما تم تسليح سفن الدورية بأربعة صواريخ من طراز CIS 50 12.7 رشاشات عيار 20 مم. نظام الدفاع الجوي هو قاذف الصواريخ المزدوج سيمباد لصاروخ ميسترال أرض-جو. تم تجهيز السفن الست الأولى من الفئة للحرب المضادة للغواصات ، وهي مسلحة أيضًا بأنابيب ثلاثية 324 مليمتر (13 بوصة)قاذفات الطوربيد من شركة Whitehead Alenia Sistemi Subacquei SpA (WASS).

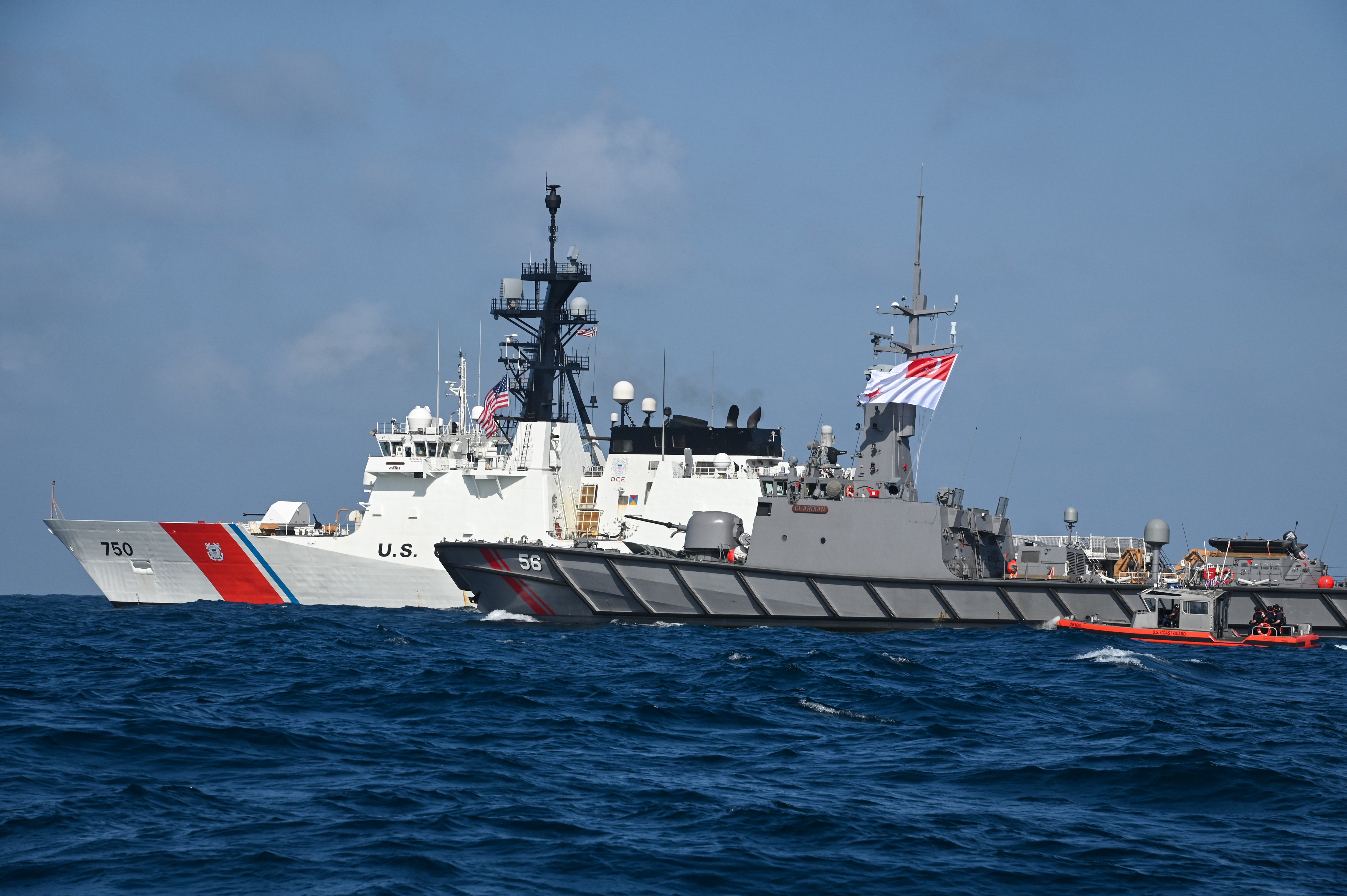
سفينة الحارس (يمين) إلى جانب سفينة أمريكية.